# Gruzijsko ratno zrakoplovstvo
Gruzijsko ratno zrakoplovstvo (gruzijski:საქართველოს სამხედრო-საჰაერო ძალები, čit. "Sak'art'velos samxedro-sahaero dzalebi") je dio oružanih snaga Gruzije a glavna zadaća mu je obrana zračnog prostora te potpora kopenim jedinicama. Trenutno broji oko 1194 pripadnika, 70 aviona te 60 helikoptera različitih namjena. Dvije glave zračne baze se nalaze kod Alekseevke i Marneulija. Trenutno je u fazi moderinizacije a pomoć dobiva od NATO zemalja SAD-a i Turske.